# Boško Balaban
Boško Balaban (Rijeka, 15 de Outubro de 1978) é um ex-futebolista croata.
Balaban atacante de origem, começou na equipe do HNK Rijeka, após boa passagem foi levado para o Dinamo Zagreb, onde ganhou destaque e mudou-se para o futebol inglês, na equipe de Birmingham, o Aston Villa, no Villa Park, teve uma passagem apagada e voltou para a Croácia, militando ao bom futebol, que rendeu ida para a Bélgica, no Club Brugge, tem grande atuação, atualmente milita no Panionios da Grécia. Tambem disputou duas Copas do Mundo, pela Croácia.